# Bubbelplast

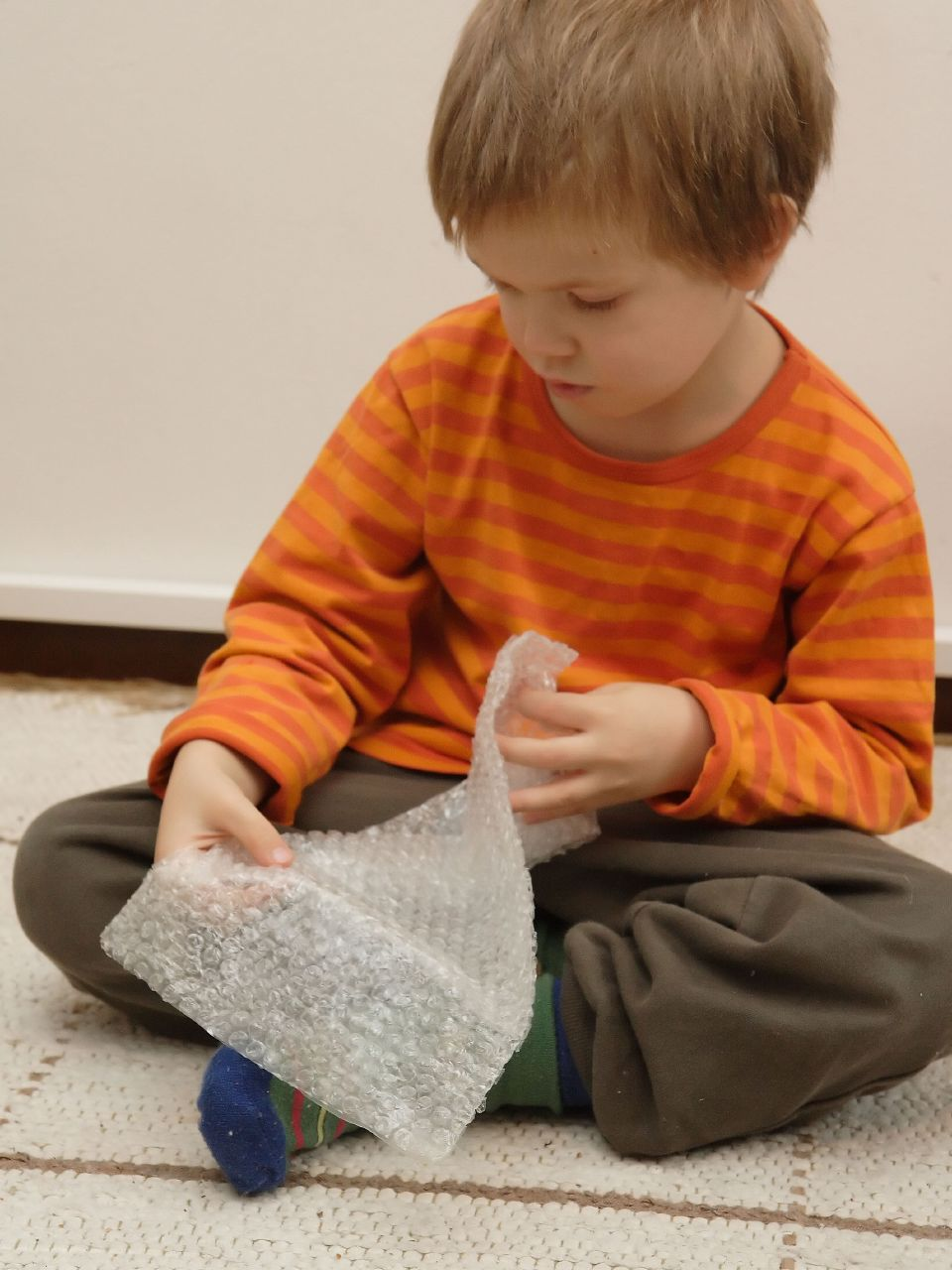
Ett barn som leker med bubbelplast.

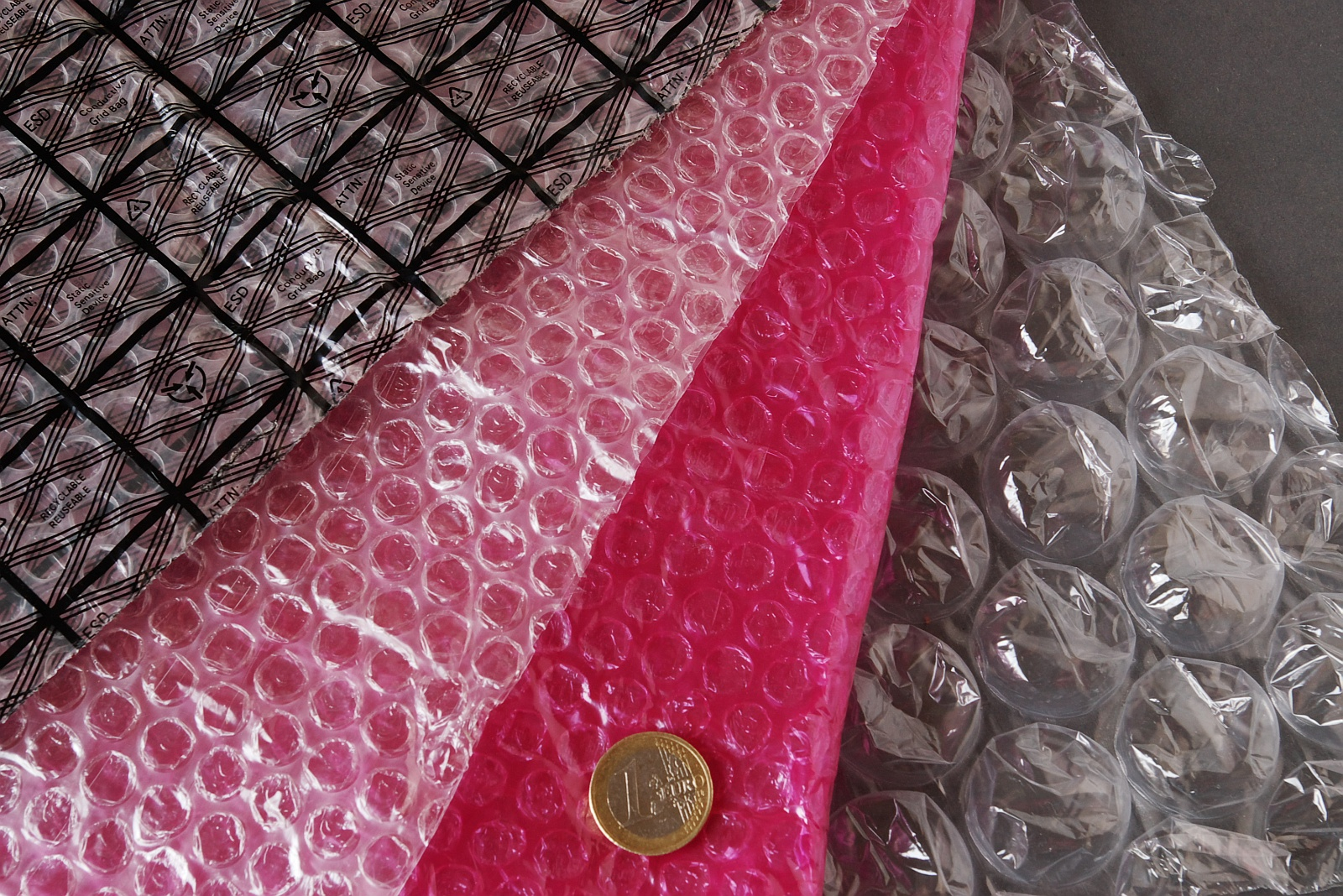
Olika bubbelplast.

Bubbelplast är en kraftig plastfolie med inbyggda luftbubblor, avsedd att användas som emballage. De typiska bubblorna har en diameter på cirka 1 cm. Bubble Wrap är ett varumärke för bubbelplast.
Bubbelplasten uppfanns av en slump i ett garage 1957. Amerikanen Alfred Fielding och schweizaren Marc Chavannes skulle göra en plasttapet med struktur som skulle vara lätt att ta bort från väggen. Försöket misslyckades, men de upptäckte att plasten kunde skydda ömtåliga föremål. 2010 omsatte deras bubbelplastkoncern nära 20 miljarder kronor om året.